# Хмелевец (Сумская область)

Хмелевец (укр. Хмелівець) — село,
Мартыновский сельский совет,
Тростянецкий район,
Сумская область,
Украина.
Код КОАТУУ — 5925085004. Население по переписи 2001 года составляло 7 человек .
Село ликвидировано в 2009 году .

## Географическое положение
Село Хмелевец находится недалеко от истоков реки Ташань.
На расстоянии в 1 км расположено село Ищенки (Лебединский район).

## История
- 2009 — село ликвидировано [2].